# Derde Era
De Derde Era (Engels: The Third Age) is een periode in de wereld van J.R.R. Tolkien.
De Tijdschaal van Arda is onderverdeeld in Era's.
De Derde Era begint na de Oorlog van het Laatste Bondgenootschap, waarbij Sauron verslagen wordt. De Derde Era eindigt bij de definitieve val van Sauron en de verwoesting van de Ene Ring. Daarna begint de Vierde Era.

## Gebeurtenissen op jaartal
| Jaar | Gebeurtenis |
| ---- | --- |
| 2    | Isildur plant de kiem van de Witte Boom in Minas Tirith. |
|      | Isildur geeft Gondor aan zijn neef Meneldil. Hij zelf wordt koning van Arnor.                                                                                        |
|      | Ramp van de Lissevelden. Isildur en zijn drie oudste zonen komen om het leven. De Ring verdwijnt in de Anduin.                                                       |
| 3    | Ohtar brengt de stukken van Narsil naar Rivendel. |
| 109  | Elrond trouwt met Celebrían, de dochter van Celeborn en Galadriel.                                                                                                   |
| 130  | Elladan en Elrohir worden geboren als zonen van Elrond. |
| 241  | Arwen Avondster wordt geboren als dochter van Elrond. |
| 420  | Minas Anor wordt herbouwd. |
| 490  | Oosterlingen vallen Gondor voor het eerst binnen. |
| 861  | Na de dood van koning Eärendur wordt Arnor in drieën verdeeld: Arthedain, Rhudaur en Cardolan.                                                                       |
| 1050 | Gondor is op het hoogtepunt van zijn macht. |
|      | De schaduw valt over het Groenewoud, dat nu het Demsterwold wordt genoemd.                                                                                           |
|      | De Bruivels komen naar Eriador. |
| 1150 | In navolging van de Bruivels komen de Vavels Eriador binnen. |
| 1300 | Na 1300 jaar verschijnen de Nazgûl weer, en hun hoofd vestigt zich in Angmar in Eriador.                                                                             |
| 1409 | De Tovenaar-koning van Angmar valt Arnor binnen. |
| 1601 | Vele hobbits vertrekken uit Breeg en krijgen door koning Argeleb II hun eigen land aan de overkant van de Brandewijn toegewezen: De Gouw.                            |
| 1636 | De Grote Pest woedt door Midden-aarde. Vele mensen en hobbits komen om.                                                                                              |
| 1900 | Bouw van de Witte Toren in Minas Anor. |
| 1974 | De Tovenaar-koning van Angmar verovert Fornost, de hoofdstad van Arthedain. Dit is het einde van het Noordelijke koninkrijk.                                         |
| 1980 | Er verschijnt een Balrog in Moria. Hij doodt de Dwergenkoning Durin VI.                                                                                              |
| 2002 | Nazgûl vallen Minas Ithil aan en nemen haar in. De stad wordt vanaf dan Minas Morgul genoemd.                                                                        |
| 2050 | De Nazgûl dagen koning Eärnur II van Gondor uit, die op zijn beurt naar Minas Morgul vertrekt waar hij nooit van terugkeert. Het begin van de Regerende Stadhouders. |
| 2063 | De Waakzame Vrede begint nadat Gandalf in Dol Guldur is geweest |
| 2460 | Einde van de Waakzame Vrede. Sauron keert versterkt terug naar Dol Guldur.                                                                                           |
| 2463 | De Witte Raad komt voor het eerst bijeen. |
|      | Déagol vindt de Ene Ring in de Anduin en wordt vermoord door Sméagol die de Ring afpakt.                                                                             |
| 2510 | Eorl helpt Gondor tegen de Oosterlingen. Als dank krijgt hij Calenardhon, het dunbevolkte noordelijke deel van Gondor, waar hij Rohan sticht.                        |
| 2698 | De Witte Toren wordt herbouwd in Minas Tirith, het vroegere Minas Anor.                                                                                              |
| 2759 | Saruman vestigt zich in Isengard. |
| 2770 | Smaug de Draak verovert Erebor. |
| 2852 | De Witte Boom van Gondor sterft, maar er kan geen nieuwe kiem worden gevonden. Men laat de dode boom staan in de hoop dat er weer een Koning komt                    |
| 2890 | Bilbo Balings wordt geboren. |
| 2931 | Aragorn II wordt geboren. |
| 2941 | Slag van Vijf Legers bij de Eenzame Berg. Smaug de Draak wordt doodgeschoten.                                                                                        |
|      | De Witte Raad valt Dol Guldur binnen. Sauron vlucht naar Mordor. |
| 2968 | Frodo Balings wordt geboren. |
| 3001 | Bilbo Balings vertrekt voorgoed uit de Gouw. |
| 3018 | Begin van de reis van Frodo Balings en zijn vrienden naar Mordor. |
|      | Het Reisgenootschap van de Ring wordt gevormd in Rivendel. |
| 3019 | Sauron wordt definitief verslagen en Mordor valt. |
| 3021 | Frodo en Bilbo Balings vertrekken naar Valinor. |
| 3021 | Einde van de Derde Era |